# Kanton Espelette
Kanton Espelette (francouzsky Canton d'Espelette) je francouzský kanton v departementu Pyrénées-Atlantiques v regionu Akvitánie. Tvoří ho sedm obcí.

## Obce kantonu
- Ainhoa
- Cambo-les-Bains
- Espelette
- Itxassou
- Louhossoa
- Sare
- Souraïde